# China (personaggio)
China, talvolta chiamata Inque, è un personaggio immaginario della serie televisiva a cartoni animati Batman of the Future, doppiata da Shannon Kenny e in italiano da Elda Olivieri.
China, assieme a Blight ha anche il merito di essere tra i più temibili avversari di Batman, dato che questi non è mai riuscito a combatterla da solo.

## Biografia

### Primi anni
Nella serie animata si sa poco e niente del suo passato. Nei fumetti fu dichiarato che la sua città natale fu distrutta da una guerra civile e che, rifugiata con la sua famiglia in una tendopoli, entrarono in contatto con il mercato nero del luogo. Quando la guerra raggiunse il loro accampamento, la madre morì e la giovane Clay e suo padre furono rapiti, venduti come schiavi al mercato nero e separati per sempre. Deportata a Gotham dai suoi compratori, le cui violenze la misero incinta di una bambina, Clay riuscì a scappare. Per avere un po' di soldi per lei e la sua nascitura, la donna si sottopose ad esperimenti scientifici pericolosi ma lucrosi. Quando, dopo settimane di trattamento, i dottori credettero che avesse contratto una malattia terminale, la cacciarono via senza pagarla. Dopo aver partorito sua figlia, Deanna Clay, fu costretta a lasciarla ad un orfanotrofio. Fu specchiandosi alla porta di vetro dell'edificio che scoprì gli effetti degli esperimenti a cui si sottopose: si stava sciogliendo. Tuttavia, differentemente da quello che tutti credevano, non stava morendo, bensì stava diventando liquida: con lo svantaggio di non potersi più esporre all'acqua e di dover assumere un composto chimico per non rischiare la disgregazione cellulare. Forte delle nuove abilità iniziò a lavorare come sabotatrice industriale mercenaria col nome in codice di China. Tuttavia, China ebbe ancora un briciolo di bontà, usando buona parte del suo pagamento per sostenere la figlia da lontano.

### La collaborazione con Powers
La prima apparizione ufficiale nella serie della femme fatale mutante avviene proprio in questo periodo, esattamente nell'episodio Un nemico nell'ombra, in cui lavora su commissione di Derek Powers, il quale dopo averle commissionato il sabotaggio di una quantità enorme di ditte rivali le ordina l'eliminazione di Batman, colpevole della mutazione dell'uomo. La donna, dopo essersi scontrata con il nuovo uomo pipistrello, riuscirà a raggiungere la Batcaverna, nascondendosi sulla Batmobile, proprio nella loro base, China sarà affrontata dal Batman vecchio e nuovo ed in seguito ad una battaglia estenuante congelata con la pistola criocinetica di Mr. Freeze, ed in seguito consegnata al commissario Barbara Gordon.

### Il secondo scontro con Batman
Riuscirà poi ad evadere di prigione nell'episodio Fuga dal gelo, grazie all'aiuto di Aaron Herbst, un uomo che, infatuatosi di lei, vuole scoprire il segreto che sta dietro ai suoi poteri per ottenerli a sua volta. Con l'inganno, China lo convincerà ad aiutarla ad infiltrarsi nella fabbrica dove è contenuto il composto chimico che deve assumere per rimanere in vita al fine di rubarlo; sulla scena, però, si presenta anche Batman, che viene facilmente sconfitto e catturato. dopo aver ripristinato i suoi poteri con l'aiuto del siero, rispetterà la parola iniettandolo anche ad Aaron, con l'unico effetto però, di privarlo della solidità ossea. prima che possa uccidere Batman tuttavia, in suo soccorso arriva Bruce Wayne, equipaggiato con un potente esoscheletro che collaborando assieme a Terry riesce a sconfiggerla liquefacendola con l'acqua. Aaron viene invece consegnato alle autorità.

### L'incontro con la figlia
China ricompare, ancora in vita nell'episodio Macchie di China, qui la si vede lavorare su commissione di un nuovo cliente che, tuttavia, ottenuto il suo lavoro invece che pagarla la bombarda con un particolare raggio capace di farle perdere il controllo delle sue molecole, la mutaforma riesce a fuggire si rifugia dall'unica persona che pensa possa aiutarla, sua figlia Deanna.
L'ormai adolescente Deanna Clay, non accoglie certo a braccia aperte la madre accusandola di averla abbandonata, ma dopo che China spiega alla ragazza le ragioni che l'hanno mossa e le rivela di essere la fonte dei misteriosi aiuti economici ricevuti nel corso degli anni, essa si raddolcisce ed accetta di aiutarla rubando per lei il siero capace di ridarle il controllo su sui poteri.
Mentre Deanna sta compiendo la missione, tuttavia, China viene rintracciata da Batman, il quale inizia uno scontro tremendo in casa della figlia e solo l'arrivo di questa con il siero impedisce una sconfitta della mutaforma. Assunto il composto tuttavia, invece che recuperare il controllo inizia a dissolversi velocemente, e Deanna rivela di averla tradita somministrandole non il siero da lei bramato ma un potente solvente, alla domanda del perché lo abbia fatto la figlia risponde semplicemente "per il denaro", China evapora sul marciapiede mentre Batman osserva disgustato dal comportamento di Deanna.
Giorni dopo, troviamo Deanna, vivere nel lusso dopo essersi appropriata del conto in banca della madre, ricevere una visita di Batman, il quale la rimprovera severamente e prima di andarsene le dice che se c'è una cosa che ha imparato affrontando China è che "lei non muore mai", lasciano Deanna con un forte senso di paranoia. Difatti, come rivelato nei fumetti e dall'epilogo dell'episodio, China continuò ad osservare la figlia, ma non per vendicarsi.

### Nuovi scontri con Batman
Senza una sola parola sul come, rivediamo China ancora in vita mentre affronta Batman in un breve cammeo nella prima parte dell'episodio in due parti La Justice League, nemmeno in questo frangente Terry riesce a sconfiggere la donna, e a soccorrerlo è l'aiuto di Superman, giunto per chiedere al giovane supereroe di unirsi alla Justice League.
La serie di Batman of the Future finisce ufficialmente in Epilogo episodio della Justice League Unlimited, qui vediamo Batman affrontare un gruppo di supercriminali tra i quali figura anche China, con l'aiuto della Justice League, non smentendo la sua fama, China non viene catturata da Batman, bensì dalla nuova Lanterna Verde Kai-ro.

## Poteri e abilità
China, a seguito di un non meglio noto processo mutante ha acquisito il poter di tramutarsi in una sostanza liquida nera capace di attraversare gli spazi più piccoli o di attaccarsi alla superficie di un oggetto per non essere scoperta, questa abilità le consente di essere un'ottima spia e di infiltrarsi ovunque voglia.
China inoltre possiede un'incredibile plasmabilità del corpo, con tutti i vantaggi che essa comporta: può allungare, contorcere, trasformare e rigenerare parti del proprio corpo senza alcun minimo sforzo; inoltre può aumentare considerevolmente la sua massa e la sua consistenza, ma mentre pare non esserci limite per la sua capacità d'ingrandimento, pare invece esserci una forte limitazione per il potere di mutazione costituzionale, difatti può diventare meno densa se non addirittura liquida ma non può diventare più solida di un comune umano.
La sua capacità d'ingrandimento va inoltre a vantaggio della sua forza fisica.
Il suo potere più utile resta comunque la capacità di cambiare aspetto, eccezion fatta che per il proprio colore, anche in forma umana difatti la sua pelle e le sue labbra sono di un intenso blu inchiostro ed i suoi capelli sono nero pece (la figlia Deanna invece ha i capelli si neri, ma con delle sfumature rossicce, il che fa ipotizzare che il suo codice genetico originale la volesse rossa di capelli).
L'effetto collaterale della mutazione di China è tuttavia la scarsa solidità molecolare, la donna infatti rischia continuamente di evaporare a meno che non assuma ogni arco orario uno speciale siero che parrebbe essere lo stesso che l'ha mutata (tale siero pare non essere sicuro per tutti gli uomini che lo assumono, dato che Aaron Herbst non ha ottenuto alcun potere ma ha solo perso le ossa), inoltre nonostante l'evaporazione causata a tradimento dalla figlia, in seguito si rivede China ancora attiva e in vita, non è chiaro come sia possibile ma è in fondo probabile che possa ricomporsi da sola.
Il solo altro punto debole di China è l'acqua, il cui contatto rischia di scioglierla, inoltre il ghiaccio, derivato dell'acqua è l'unico elemento capace di tenerla prigioniera.